# Portrait d'Armand Jean Le Bouthillier de Rancé
Le Portrait d’Armand Jean Le Bouthillier de Rancé, abbé de La Trappe est l'un des plus célèbres portraits de Hyacinthe Rigaud, peint entre 1696 et 1697, et dont l'historique est parvenu jusqu'à nous principalement grâce au récit qu'en a fait Louis de Rouvroy, duc de Saint-Simon dans ses Mémoires.

## Genèse
Aussi savoureux que précis et circonstancié, le précieux récit laissé par le duc de Saint-Simon de la genèse du portrait de l'abbé de La Trappe par Rigaud, nous éclaire sur la naissance d'une effigie et sur les talents d'un artiste.
Dès le printemps 1696, obtenir un portrait de l’abbé, lequel s’y était toujours refusé, ce que confirme d’Argenville : « Quelques personnes, et entre autres le duc de Saint-Simon, désiraient vivement avoir le portrait de M. de Rancé, depuis qu’il s’était retiré à La Trappe et y vivait dans le plus entier détachement des choses du monde. Sollicité plusieurs fois de se laisser peindre, le pieux solitaire s’y était constamment refusé […] ». 
Le duc usa donc d’une ruse qui consistait à visiter le modèle en compagnie du peintre, déguisé en étranger, afin que l’artiste mémorisât les traits de l’abbé pour ensuite les coucher sur la toile quelques heures après. Cette mise en scène fut suffisamment originale pour que Saint-Simon insistât sur le fait qu’elle appartenait à l’extraordinaire, que Rigaud en fut très fatigué et qu’il sollicita plusieurs entretiens afin de parfaire sa captation secrète du visage. 
Il note d’ailleurs que l’infirmité du peintre à ne pouvoir s’exprimer correctement (il était bègue, rappelons-le), fut d’une certaine utilité : « sa difficulté de parler lui fut une excuse de n’entrer guère dans la conversation. »
Visiblement, l’exemplaire original payé par le duc ne fut pas celui légué à l’Abbaye de la Trappe et sur lequel l’on voit encore que le visage, peint sur une toile indépendante, fut collé a posteriori sur une toile plus grande : « Je fis présent à La Trappe de la copie en grand, d’une en petit, et de deux en petit, c’est-à-dire en buste, à M. de Saint-Louis et à M. Maisne. »
Le reste de la composition, comme le confirme Saint-Simon, fut réalisé au crayon le lendemain du troisième jour ; l’abbé de Maisne se travestissant au bureau de Rancé pour que Rigaud puisse fixer la pose. Alors que Saint-Simon avait accepté à contre cœur que Rigaud en fasse une réplique pour son atelier, l’artiste trahit sa parole et en réalisa immédiatement deux. Il semble d’ailleurs que les diverses copies qui furent faites par la suite rapportèrent au catalan près de 25000 livres. 
Dans ses Causeries d’un curieux, Feuillet de Conches cite une lettre de l’abbé de Maisne qui atteste de la réputation du portrait achevé : « Je suis surpris aussi bien que vous, Monsieur, que nous n’ayons pas encore un portrait gravé de N. P., y en ayant tant de copies à l’huile. Peut-être ne savez-vous pas à qui nous sommes redevables du premier original. […] le peintre est Rigault, le plus habile homme que nous ayons aujourd’hui, particulièrement en portrait. »

## Le tableau par Hyacinthe Rigaud

### La confection
Les livres de comptes nous informent que le tableau fut payé 900 livres en 1697, soit 300 écus au lieu des 1000 écus demandés par Hyacinthe Rigaud et acceptés par Saint-Simon : « L'illustre abbé de l'Attrappe [sic], de Rancé. »

### Les copies
Un grand nombre de copies furent réalisées d'après le grand portrait original. Certaines nous sont connues par leur localisation. Toutefois, seulement deux copies furent référencées dans les livres de comptes de l'artiste : « Deux de Monsr l’abbé de la Trappe de Rancé » pour 100 livres » (1697).
- Huile sur toile d’après Hyacinthe Rigaud, 123 × 112 cm. Soligny-la-Trappe, abbaye de La Trappe. Inscription en bas à gauche : « ARMD. J. LE BOUTHREPR. RANCE ST. SCAVANT ABBE. REFORMATEU. TRAPPE. MORT 1700 »
- Huile sur toile d’après Hyacinthe Rigaud, portrait en buste, toile à l’origine ovale, bords repliés, 56 × 46 cm. Soligny-la-Trappe, abbaye de La Trappe
- Huile sur cuivre dans un ovale d’après Hyacinthe Rigaud, 21 × 18 cm. Chantilly, musée Condé. Inv. 337. Ancienne Collection Lenoir, Stafford House (n°55) ; inventaire du duc d’Aumale, peintres inconnus, n°88. Voir : Gower, 1874, pl. 114, repr. ; Gruyer, 1898, n°88, p. 207-210 ; Gruyer, 1899, n°337 ; Gruyer, 1900, n°88, p. 207-210 ; Macon, 1910, p. 245 ; Châtelet, 1970, n°141 ; Ferré, Watteau, 1972, IV, p. 1114 & 1116 ; Poisson, 1975, p. 194 (date l’œuvre de Chantilly du XIXe siècle) ; Constans, 1995, n°4332.
- Huile sur toile d’après Hyacinthe Rigaud, portrait en buste, 40 × 32 cm. Versailles, musée national du château de Versailles, MV6125. Achat de 1932 de la collection Toupey. Voir Constans, 1995, II, p. 768, n°4332.
- Huile sur toile d’après Hyacinthe Rigaud, Châtenay-Malabry, maison de Chateaubriand.
- Huile sur toile d’après Hyacinthe Rigaud, Carpentras, musée Comtadin-Duplessis. Inv. (887.2.1). En provenance de l’hôpital de Carpentras. Offert par Saint-Simon au pape Clément XII qui le donna ensuite à Mgr d'Inguimbert lors de son départ de Rome pour Carpentras.
- Huile sur toile d’après Hyacinthe Rigaud, abbaye d’Aiguebelle.
- Huile sur toile d’après Hyacinthe Rigaud, portrait en buste, 55,5 × 43,5 cm. Saint-Nicolas-lès-Cîteaux, abbaye Notre-Dame de Cîteaux. Inv. CNMHS, IM21008452. Sans doute une copie du XIXe siècle.
- Huile sur toile d’après Hyacinthe Rigaud, portrait en buste, château de Cheverny.
- Huile sur toile d’après Hyacinthe Rigaud, ancienne Collection Rogier, imprimeurs à Blois ; collection Balaresque, Bordeaux. Inscription sur la toile : « A.J. Le Bouthillier de Rancé. / Reformateur du Monastère de la Trappe / Né à Paris en 1626. / Mort en 1700. »
- Huile sur toile d’après Hyacinthe Rigaud, 126 × 105 cm, Saint-Germain-de-Clairefeuille, château du Mesnil (près de la Trappe).
- Huile sur toile d’après Hyacinthe Rigaud (réduction), 70 × 53 cm, Bussy-le-Grand, château de Bussy-Rabutin. Inv. CNMHS PM21002834. Inscription portée sur une bande grise au bas de la toile : « ARMAND JEAN BOUTHILIER DE RANCE ABBE DE / TRAPE fils de DENIS BOUTHILIER SGR DE RANCE C / D’ESTAT ET DE CHARLOTTE JOLY DE FLEURY. »

Le succès aidant, l'effigie de l'abbé fut également transposée à l'estampe :
- Gravé en buste par Nicolas Bazin en 1700 selon Hulst : « buste simple tourné à gauche et ainsi du même sens que le tableau d’où il est tiré. L’estampe grandeur de thèse moyenne. »
- Gravé par Pierre Drevet en 1702 ou 1700 selon Hulst : « petit buste tourné du sens opposé de celui qui précède [gravure de Bazin] ; petit format d’un in-4° ». 13,4 × 8,8 cm. Sur la face du socle : « monsieur de rancé abbé et / reformateur de la trappe / Quem mirare Senem christi patientis imago est : / Moribus et Scriptis Spirat et ore crucem / F. B. » ; sous le trait carré à gauche : « H. Rigaud pinx. » ; à droite, « P. Dr.evet Sculp. ». Cette estampe figure dans le tome I de l’ouvrage de l’abbé Pierre de Maupeou paru in-octavo en 1702[5].
- Gravé par Delpeche (citée par Gower).
- Gravé de Étienne Jehandier Desrochers en 1766. Buste dans un ovale, tourné vers la gauche. Dans la bordure de l’ovale : « ARMAND JEAN BOUTILLIER DE RANCE PREMIER ABE REFORME DE LA TRAPPE DECEDE LE 27. OCTOB. 1700 AGE DE 76 ANS ». Dessous : « H. Rigault pt. Gravé par E. Desrochers et se vend chez lui à Paris rue St. Jacques au mecenas ». En bas : « Tel fut ce Saint Abé qui de la Pénitence / Aux moines de son tems montra le vray sentier ; /  Fils du grand Saint Bernard et son digne héritier / Il prêcha le travail, l’Oraison, le silence, / Et ne mit rien en avance / Qu’il ne pratiqua le premier. »
- Gravé à mi-corps par Jean Crépy, sans date : « figure jusqu’aux genoux, assise et les yeux attachés sur un crucifix ; l’air méditant et la plume à la main comme pour composer : l’estampe de la grandeur d’un in-4° » (Huslt).
- Gravé par Pierre Filloeul, « petite estampe », Simon Thomassin et Louis Desplaces, sans date.